# Jan Nosal (poseł)
Jan Nosal (ur. 10 lutego 1883 w Woli Batorskiej, zm. 13 stycznia 1944 w Auschwitz-Birkenau) – poseł na Sejm II kadencji w II RP, burmistrz Jaworzna, jeden z przywódców PPS na terenie przyobozowym KL Auschwitz.

## Życiorys
W okresie poprzedzającym I wojnę światową odbył służbę wojskową w 13 Pułku Piechoty Szkoły Podoficerskiej w Wadowicach, po czym przeniósł się do Przywozia koło Ostrawy, gdzie pracował jako górnik w kopalni węgla. Należał do organizacji „Unia Górników”, rozpoczął także działalność w Polskiej Partii Socjaldemokratycznej Galicji i Śląska Cieszyńskiego. Podczas I wojny światowej walczył na froncie wschodnim w stopniu sierżanta – został ranny. Podczas polsko-czechosłowackiego konfliktu o Śląsk Cieszyński (w latach 1918–1920) występował w obronie Śląska. W 1920 roku opuścił, w obawie przed aresztowaniem ze strony czeskiej, Morawską Ostrawę i udał się do Galicji. Zamieszkał w Brzeszczach, gdzie podjął pracę w kopalni węgla jako górnik i członek Oddziału Centralnego Związku Górników w Brzeszczach.
Od zjednoczenia się Polskiej Partii Socjalistycznej w 1919 roku był jej członkiem, przez kilka lat pełniąc funkcję przewodniczącego Komitetu Miejscowego PPS w Brzeszczach. Współpracował z krakowskimi organami prasowymi PPS – czasopismami „Naprzód” i „Prawo Ludu”. W latach 1921–1932 przewodniczący Kasy Chorych w Brzeszczach. W latach 1928–1930 poseł na Sejm II kadencji w II RP wybrany z listy PPS nr 2 w okręgu wyborczym 42 obejmującym Kraków-powiat, Chrzanów, Oświęcim, Olkusz i Miechów. Ponownie kandydował do Sejmu w roku 1930 z listy nr 7 Związku Obrony Prawa i Wolności Ludu, która została unieważniona przez Okręgową Komisję Wyborczą. Podczas Kongresów PPS w latach 1934 i 1937 był wybierany na członka Rady Naczelnej PPS.
W kwietniu 1939 został wybrany na burmistrza Jaworzna i pozostawał na tym stanowisku do czerwca 1940, kiedy został usunięty z urzędu przez władze niemieckie.
Podczas okupacji działał w Polskiej Partii Socjalistycznej - Wolność, Równość, Niepodległość pod pseudonimami „Jan”, „Stary” i „Boruta”.  Zorganizował brzeszczański oddział PPS-WRN (obejmujący Brzeszcze, Jawiszowice, Przecieszyn i Skidziń), zajmował się działalnością konspiracyjną, współpracą z Batalionami Chłopskimi i dostarczaniem żywności więźniom niemieckiego obozu koncentracyjnego KL Auschwitz. W domu Nosala odbywały się tajne zebrania i narady, a grupa brzeszczańska stanowiła najsilniejszy ośrodek ruchu oporu przy KL Auschwitz. Siatkę konspiracyjną współtworzyli między innymi: Piotr Hałoń, Adam Rysiewicz („Skiba”, „Teodor”), Maria Bobrzecka („Marta”) oraz żona Jana Nosala Gabriela. Z czasem dowodzenie grupą przejęli młodzi działacze: Władysław Pytlik „Birkut”, Emil Golczyk „Jantar” i Edward Hałoń posługujący się tak samo jak Jan Nosal pseudonimem „Boruta”.
Jan Nosal i Gabriela Nosal zostali aresztowani w domu przez Gestapo w nocy z 9 na 10 sierpnia 1943 roku i wywiezieni do więzienia w Mysłowicach. Jana Nosala przewieziono do KL Auschwitz 5 listopada 1943 roku transportem zbiorowym i oznaczono jako więźnia politycznego numerem 161832. Zginął 13 stycznia 1944 roku.
Gabriela Nosal została przewieziona do KL Birkenau z Katowic 13 sierpnia 1943 roku i oznaczona numerem 54728. Zginęła 22 grudnia 1943 roku.
Jan i Gabriela Nosalowie zostali pośmiertnie odznaczeni Orderami Krzyża Grunwaldu III klasy.
Imieniem Jana Nosala nazwane są ulice w Brzeszczach oraz Jaworznie.